# مارك تشاو
مارك تشاو (بالإنجليزية: Mark Chao)‏ (و. 1984 – م) هو ممثل، ومغني، وعارض، وممثل تلفزيوني، وممثل أفلام، من تايوان، ولد في تايبيه.

## التعليم
تعلم في جامعة فيكتوريا (كندا).

## وصلات خارجية
- مارك تشاو على موقع IMDb (الإنجليزية)
- مارك تشاو على موقع IMDb (الإنجليزية)
- مارك تشاو على موقع ميوزك برينز (الإنجليزية)
- مارك تشاو على موقع أول موفي (الإنجليزية)
- مارك تشاو على موقع قاعدة بيانات الفيلم (الإنجليزية)